# Black Diamond (Washington)
Black Diamond is een plaats (city) in de Amerikaanse staat Washington, en valt bestuurlijk gezien onder King County.

## Demografie
Bij de volkstelling in 2000 werd het aantal inwoners vastgesteld op 3970.
In 2006 is het aantal inwoners door het United States Census Bureau geschat op 3951, een daling van 19 (-0,5%).

## Geografie
Volgens het United States Census Bureau beslaat de plaats een oppervlakte van
15,2 km², waarvan 13,9 km² land en 1,3 km² water. Black Diamond ligt op ongeveer 199 m boven zeeniveau.

## Plaatsen in de nabije omgeving
De onderstaande figuur toont nabijgelegen plaatsen in een straal van 12 km rond Black Diamond.